# Neuropathie sensitive disséminée de Wartenberg
 (décembre 2016).

Diagramme anatomique simplifié montrant les principaux troncs nerveux périphériques (en bleu). Certains nerfs sensitifs sont indiqués sur ce schéma.

La neuropathie sensitive disséminée de Wartenberg (NSDW) encore appelée dans les pays anglo-saxons « neuropathie sensitive migrante de Wartenberg » (Wartenberg's Migratory Sensory Neuropathy) est une affection rare, décrite en 1958 par Robert Wartenberg. Cette maladie peut être facilement confondue avec la sclérose en plaques ou le syndrome de Guillain-Barré. Il s'agit cependant d'une affection bénigne évoluant par poussées et rémissions. Elle se manifeste par une douleur névralgique suivie d'une perte de sensibilité dans le territoire de distribution d'un nerf cutané sensitif, déclenchées par un  mouvement d'étirement d'un membre qui peut être d'amplitude modérée. La douleur, les dysesthésies et la sensation d'engourdissement ont une durée très variable, de quelques secondes à plusieurs semaines. Dans certains cas la douleur est au second plan.